# Gose Elbe
El Gose Elbe és un riu d'Alemanya format per un antic braç de l'Elba, tallat del riu per un dic construït vers 1390 al sud-est de l'illa de Kirchwerder. Desemboca al Dove Elbe a la frontera dels barris de Reitbrook i Ochsenwerder.
El nom prové de l‘adjectiu baix alemany "goos" que significa pla i refereix al cabal força petit del riu.
Sorgeix com a Gose Elbe-Graben als estanys d'aigua salabrosa per a les infiltracions subterànies de l'aigua de l'Elba encara sotmesa a la marea, a l'interior del dic de l'Elba. Aquest estanys van ser llistats com a parc natural el 1985. Dès de l'edat mitjana forma la frontera entre diverses parròquies que més tard van esdevenir barris d'Hamburg: Kirchwerder i Neuengamme, Ochsenwerder i Reitbrook. El cabal reduït causa una sedimentació fort fins a enllotar quasi tot el riu. El 2007 va començar un projecte per a dragar el riu que va acabar-se el 2011. Va caldre treure uns 15 300 m³ de llot. El riu té un paper important pel desguàs dels pòlders dels Vier- i Marschlande.
És parcialment navegable per a canoes i fins a l'antiga resclosa Reitschleuse per petites embarcacions motoritzades. La qualitat de l'aigua és excel·lent i s'hi troben moltes espècies de peixos: carpes, tenques, lluços de riu, sanders, anguiles i peixos blancs La vall del riu atreu també vianants i ciclistes. Fins a la fi del segle xix, el riu tenia un cert paper econòmic pels horticultors que transportaven la seva producció amb barcasses cap als mercats d'Hamburg.
Afluents
Recs de desguàs
- Ochsenwerder Schöpfwerksgraben
- Unterer Warwischer Wasserweg
- Neuengammer Durchstich, que connecta amb el Dove Elbe
- Seefelder Schöpfwerksgraben
- Neuengammer Schöpfwerksgraben
- Riepenburger Schöpfwerksgraben

Rierol
- Kraueler Elbe

## Galeria d'imatges

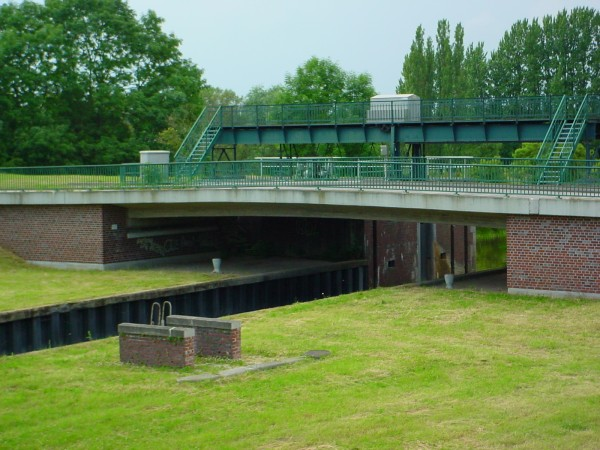
La resclosa
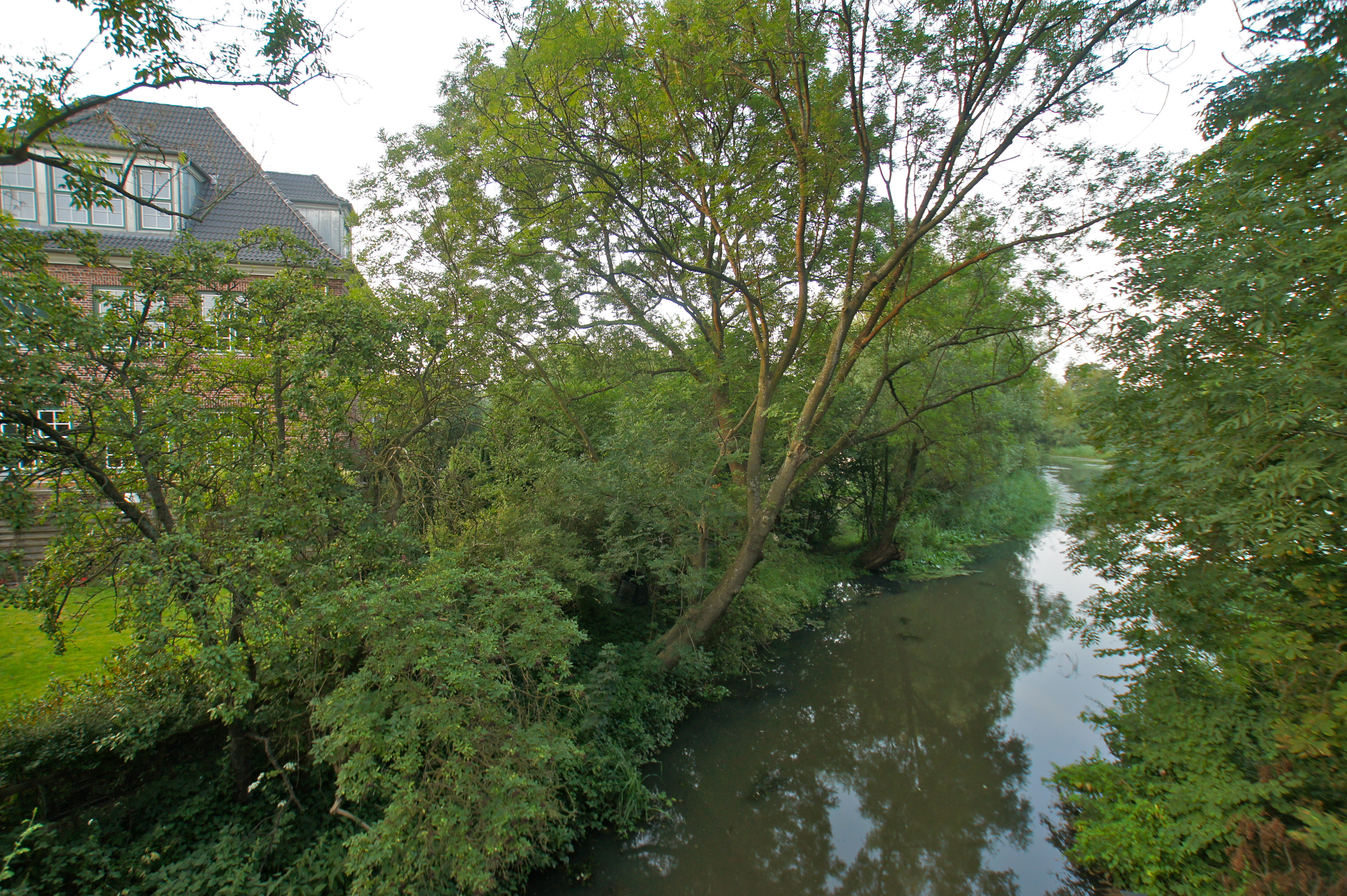
El Gose Elbe a Kirchwerder al costat de l'escola municipal